# Lloyd Bentsen

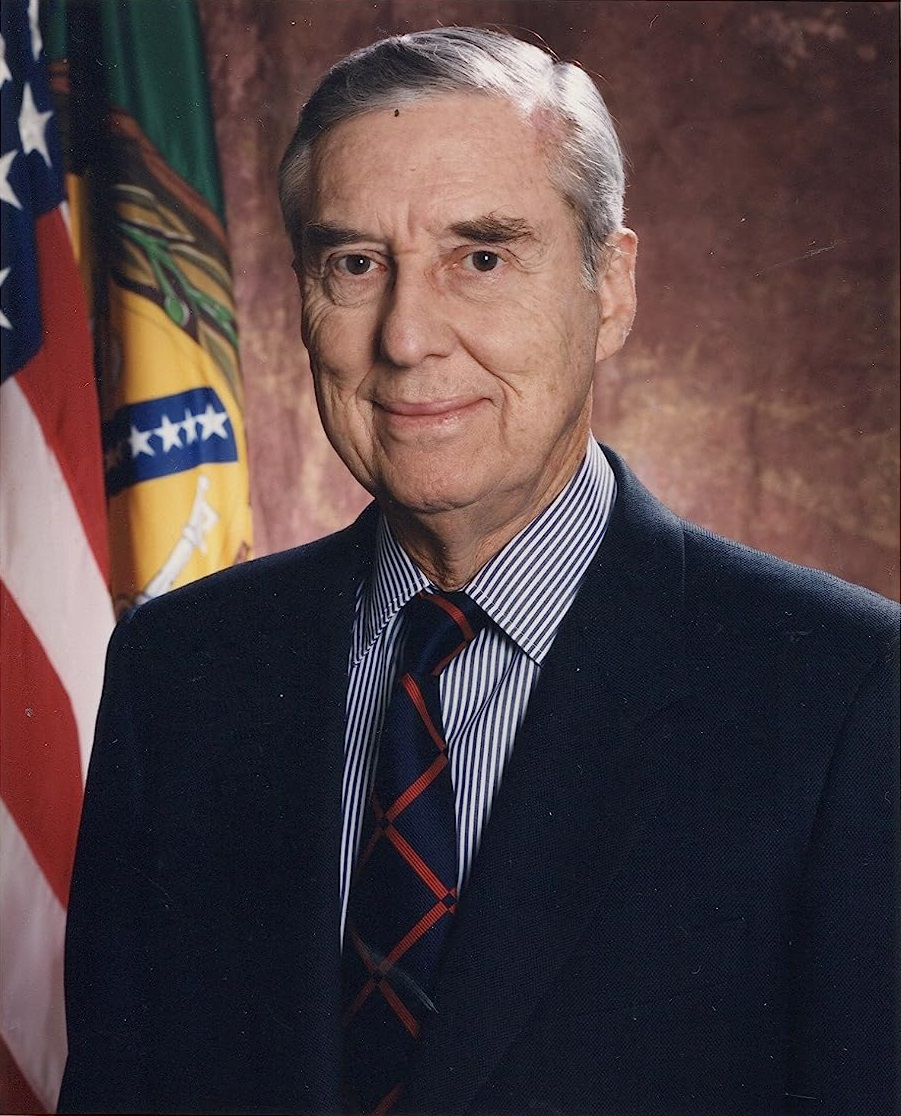
Lloyd Bentsen

Lloyd Millard Bentsen Jr. (* 11. Februar 1921 in Mission, Texas; † 23. Mai 2006 in Houston, Texas) war ein US-amerikanischer Politiker, Finanzminister und Vizepräsidentschaftskandidat der Demokratischen Partei.

## Leben

### Ausbildung und Militärzeit
Nach dem Studium der Rechtswissenschaften an der University of Texas School of Law diente er während des Zweiten Weltkrieges in den United States Army Air Forces, in der er bis zum Oberst aufstieg. Nach dem Krieg war er zunächst privater Rechtsanwalt in McAllen sowie von 1946 bis 1948 Richter im Hidalgo County.

### Abgeordneter und Senator
Von 1948 bis 1955 vertrat Bentsen die Demokratische Partei als Abgeordneter für den 15. Wahlbezirk von Texas im Repräsentantenhaus der Vereinigten Staaten. Anschließend war er 15 Jahre in der Wirtschaft tätig und war zuletzt Präsident der Finanzholding Lincoln Consolidated.
Nach dieser Unterbrechung kehrte er 1970 in die Politik zurück und kandidierte als Senator in seinem Heimatstaat Texas. Bei seiner ersten Wahl schlug er dabei den Kandidaten der Republikaner, den späteren Präsidenten George Bush. Bentsen wurde bei den späteren Wahlen (1976, 1982, 1988) jeweils mit großer Mehrheit bestätigt.
1976 unterlag Bentsen bei der Nominierung zum Präsidentschaftskandidaten der Demokratischen Partei dem anschließend zum Präsidenten gewählten Jimmy Carter.

### Vizepräsidentschaftskandidat 1988
1988 nominierte ihn der damalige Präsidentschaftskandidat der Demokraten und Gouverneur von Massachusetts, Michael Dukakis, als Kandidat für die Vizepräsidentschaft.
Unvergessen ist dabei ein Fernsehduell zwischen ihm und dem Vizepräsidentschaftskandidaten der Republikaner, Senator Dan Quayle aus Indiana, der seine Erfahrung im Parlament vor der Wahl mit der von Jack Kennedy (John F. Kennedy) verglich. Bentsen erwiderte daraufhin:

“Senator, I served with Jack Kennedy.
I knew Jack Kennedy.
Jack Kennedy was a friend of mine.
Senator, you are no Jack Kennedy!”

„Senator, ich habe mit Jack Kennedy zusammengearbeitet.
Ich kannte Jack Kennedy.
Jack Kennedy war ein Freund von mir.
Senator, Sie sind kein Jack Kennedy!“

Quayle, der darauf erst nach langem Zögern „That was really uncalled for, senator.“ („Das war wirklich unangebracht, Senator.“) antworten konnte, blieb von da an in den Augen der Öffentlichkeit und Medien als wenig intelligenter Kandidat stigmatisiert.
Gleichwohl unterlagen die demokratischen Kandidaten Dukakis und Bentsen den Republikanern George Bush und Dan Quayle, die 54 Prozent der Wählerstimmen und die Mehrheit in 40 US-Bundesstaaten gewannen, während Dukakis und Bentsen 46 Prozent der Wählerstimmen und die Mehrheit in den restlichen zehn Staaten sowie dem District of Columbia erhielten. Im Electoral College erhielt Bentsen eine Stimme als Präsident von der Delegierten Margaret Leach aus West Virginia, die als sogenannter Faithless elector von der vorgesehenen Wahlabgabe abwich und die Reihenfolge der beiden demokratischen Kandidaten umkehrte.

### Finanzminister unter Bill Clinton
Im Januar 1993 trat er als Senator zurück und wurde vom neuen Präsidenten Bill Clinton als Finanzminister in dessen Kabinett berufen. Während dieser Zeit begann er mit den Grundlagen zur Schaffung eines ausgeglichenen Haushalts und dem Abbau des Haushaltsdefizits. Am 22. Dezember 1994 zog sich Lloyd Bentsen endgültig aus der aktiven Politik zurück.

## Ehrungen und Auszeichnungen
- „Distinguished Flying Cross“
- „Air Medal“
- „Presidential Medal of Freedom“ (11. August 1999)

Darüber hinaus ist ein Teilstück des texanischen Highways 59 ihm zu Ehren in „Senator Lloyd Bentsen Highway“ benannt worden.